# Općina Želino
Općina Želino (makedonski: Општина Желино, albanski: Komuna e Zhelinës) je jedna od 80 općina Sjeverne Makedonije koja se prostire na sjeverozapadu Sjeverne Makedonije. 
Upravno sjedište ove općine je selo Želino.

## Zemljopisne osobine
Općina Želino proteže se na istočnom dijelu Pološke kotline, granica općine s jugoistoka je Suva gora a sa sjevera je to Planina Žeden.
Općina Želino graniči s općinom Jegunovce na sjever, s općinom Saraj na istok, s općinom Sopište na jugoistok, te s općinom Makedonski Brod na jug, s općinom Brvenica na jugozapad, s općinom Tetovo na zapad. 
Ukupna površina Općine Želino  je 201,04 km².

## Stanovništvo
Općina Želino  ima 24 390 stanovnika. Po popisu stanovnika iz 2002. nacionalni sastav stanovnika u općini bio je sljedeći; .

## Naselja u Općini Želino
Ukupni broj naselja u općini je 18, i svih 18 su seoska naselja.

## Pogledajte i ovo
- Sjeverna Makedonija
- Općine Sjeverne Makedonije

## Vanjske poveznice
- Općina Želino na stranicama Discover Macedonia